# Снежноягодник круглолистный
Снежноя́годник круглоли́стный (лат. Symphoricarpos rotundifolius) — листопадный кустарник, вид рода Снежноягодник семейства Жимолостные (Caprifoliaceae). В диком виде растёт в Северной Америке.

## Ботаническое описание
Листопадный кустарник высотой до 1,8 м. Побеги тонкие, слегка опушённые, на старых кора слезает лоскутами.
Листья простые, супротивные, с короткими черешками, длиной 8—20 мм. Форма листовой пластинки от эллиптической до круглой. Нижняя поверхность более светлая и на ней заметнее выражены прожилки.
Цветки белые или розовые, ароматные, с венчиком длиной 6—10 мм узкоколокольчатой формы. Расположены одиночно или попарно в пазухах листьев.
Плоды яйцевидные, обычно белого цвета, диаметром 8—12 мм, с двумя косточками длиной 4—6 мм, каждая в отдельной семенной камере. Несъедобны.

## Применение
Выращивают в качестве декоративного растения.

## Ядовитость
Растение ядовито, особенно для детей. Для некоторых животных может быть смертельно ядовитым.

## Таксономия
Вид Снежноягодник круглолистный входит в род Снежноягодник (Symphoricarpos) семейства Жимолостные (Caprifoliaceae) порядка Ворсянкоцветные (Dipsacales).
|  |                                      |  |                                                             |                                                             |                       |  | ещё 6 семейств (согласно Системе APG II) | ещё 6 семейств (согласно Системе APG II) |                                 |  |  |  | ещё около 15 видов |
|  |                                      |  |                                                             |                                                             |                       |  | ещё 6 семейств (согласно Системе APG II) | ещё 6 семейств (согласно Системе APG II) |                                 |  |  |  | ещё около 15 видов |
|  |                                      |  |                                                             | порядок Ворсянкоцветные                                     |                       |  |                                          |                                          | род Снежноягодник               |  |  |  |                    |
|  |                                      |  |                                                             | порядок Ворсянкоцветные                                     |                       |  |                                          |                                          | род Снежноягодник               |  |  |  |                    |
|  | отдел Цветковые, или Покрытосеменные |  |                                                             |                                                             | семейство Жимолостные |  |                                          |                                          | вид Снежноягодник круглолистный |  |  |  |                    |
|  | отдел Цветковые, или Покрытосеменные |  |                                                             |                                                             | семейство Жимолостные |  |                                          |                                          |                                 |  |  |  |                    |
|  |                                      |  | ещё 44 порядка цветковых растений (согласно Системе APG II) | ещё 44 порядка цветковых растений (согласно Системе APG II) |                       |  |                                          | ещё 4 рода                               | ещё 4 рода                      |  |  |  |                    |
|  |                                      |  |                                                             | ещё 44 порядка цветковых растений (согласно Системе APG II) |                       |  |                                          |                                          | ещё 4 рода                      |  |  |  |                    |